# Tennistavolo ai XV Giochi del Mediterraneo
Il torneo di tennistavolo dei XV Giochi del Mediterraneo prevede 4 tornei: 2 maschili e 2 femminili. Quelli maschili sono divisi in singolare e doppio così come quelli femminili.
Tutte le competizioni si sono disputate al Palazzetto dello Sport Maximo Cuervo di Aguadulce (Roquetas de Mar).

## Podi

### Uomini
| Evento                      | Oro                                                        | Argento                         | Bronzo                               |
| Singolo maschile (dettagli) | Yang Min                                                   | Roko Tosic                      | Slobodan Grujic                      |
| Doppio maschile (dettagli)  | Serbia e Montenegro Slobodan Grujic Aleksandar Karakasevic | Spagna Zhiwen He Carlos Machado | Slovenia Sasa Ignjatovic Bojan Tokic |

### Donne
| Evento                       | Oro                                                   | Argento                                   | Bronzo                                    |
| Singolo femminile (dettagli) | Tamara Boroš                                          | Wenling Tan Monfardini                    | Nikoleta Stefanova                        |
| Doppio femminile (dettagli)  | Serbia e Montenegro Silvija Erdelji Anamarija Erdelji | Francia Carole Grundisch Laurie Phai Pang | Italia Laura Negrisoli Nikoleta Stefanova |

## Medagliere
| Posizione | Paese               |   |   |   | Totale |
| --------- | ------------------- | - | - | - | ------ |
| 1         | Serbia e Montenegro | 2 | 0 | 1 | 3      |
| 2         | Italia              | 1 | 1 | 2 | 4      |
| 3         | Croazia             | 1 | 1 | 0 | 2      |
| 4         | Spagna              | 0 | 1 | 0 | 1      |
| 5         | Slovenia            | 0 | 0 | 1 | 3      |
| Totale    | Totale              | 4 | 4 | 4 | 12     |